# 公理1號
公理1號（英語：Axiom Mission 1或者Ax-1）是由SpaceX代表公理航天運營的国际空间站人員運輸任務。这次飞行于2022年4月8日发射，並運送四人到空间站停留大約8天 。成员由公理航天聘請的經過專業培訓的太空人邁克爾·洛佩斯·阿萊格里亞、来自以色列的伊爾坦·施蒂比、来自美國的拉里·康納和来自加拿大的馬克·帕西组成。

## 机组人员
原計划湯姆·克魯斯和道格·李曼將為電影拍攝參加飛行，但後來宣布他們將在之後的飛行任務中飛行。

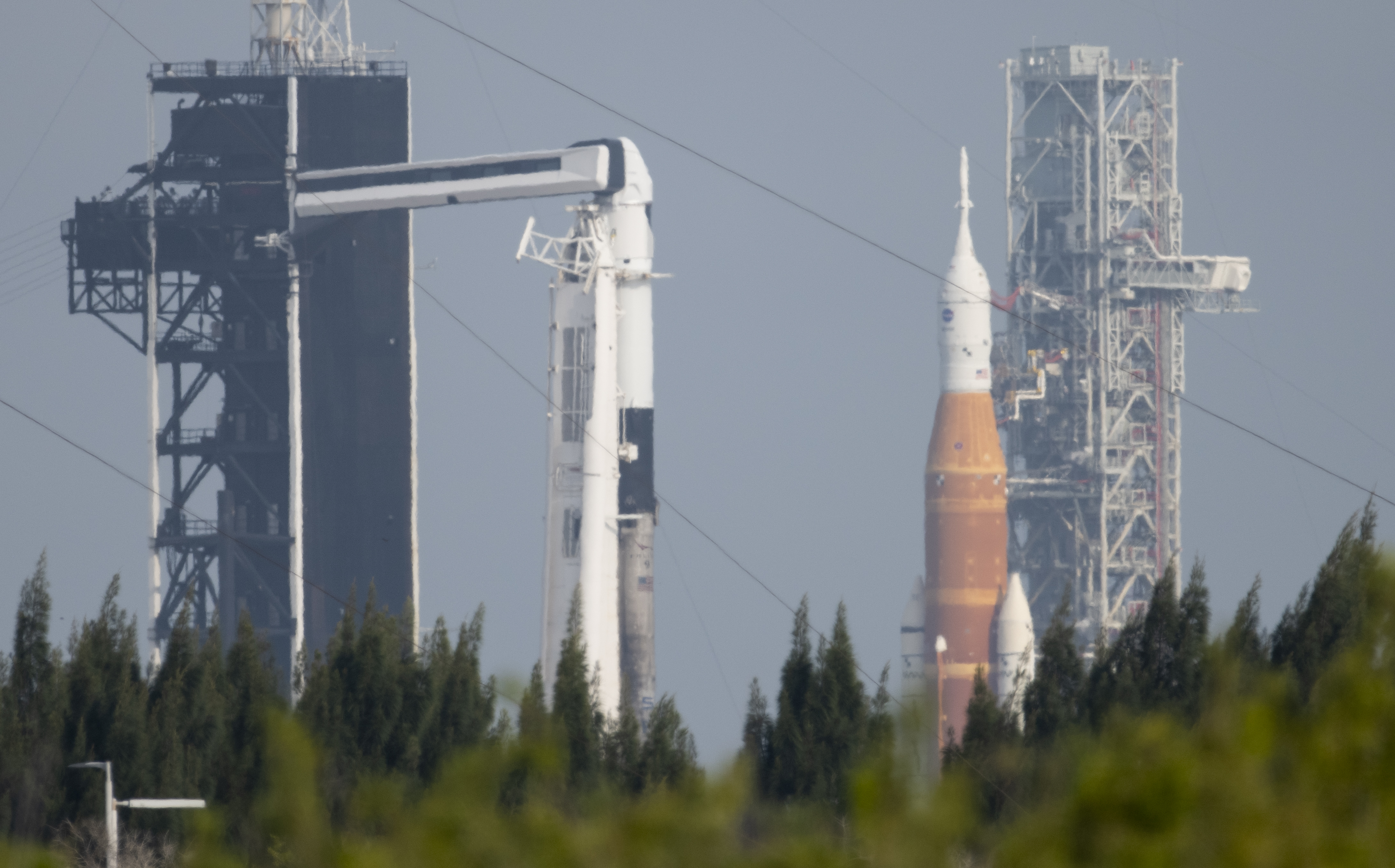
公理1號 (獵鷹9號 Block 5 B1062.5 + 奋进号)在肯尼迪航天中心39A发射台（左侧）进行发射前准备，与此同时NASA执行阿提米絲1號任务的火箭太空發射系統在肯尼迪航天中心39B发射台（右侧）进行发射彩排演练。

| 岗位      | 乘员                               | 乘员                               |
| --------- | ---------------------------------- | ---------------------------------- |
| 指令长    | 邁克爾·洛佩斯·阿萊格里亞 第5次飞行 | 邁克爾·洛佩斯·阿萊格里亞 第5次飞行 |
| 飞行员    | 拉里·康納 第1次飞行                | 拉里·康納 第1次飞行                |
| 任务专家1 | 馬克·帕西 第1次飞行                | 馬克·帕西 第1次飞行                |
| 任务专家2 | 伊爾坦·施蒂比 第1次飞行            | 伊爾坦·施蒂比 第1次飞行            |